# 枭雄
《梟雄》（英語：Lord of Shanghai），是香港電視廣播有限公司拍攝製作的民初恩仇電視劇，是無綫電視首部以民國初年上海三大亨杜月笙、黃金榮及張嘯林的故事為題材的電視劇，由黃秋生、湯鎮業、黎耀祥、馬國明、胡杏兒、蘇玉華、吳卓羲及陳煒領銜主演，並由關禮傑、曹永廉、楊明、敖嘉年、唐詩詠、劉江、張國強、梁琤、王君馨及韋家雄聯合演出，監製為王心慰。
此劇為2015無綫節目巡禮劇集之一、上海電視節中無綫電視所推介的14部劇集之一、2014中國國際影視展中無綫電視所推介的25部劇集之一、無綫海外業務及簡介2015所推介的17部劇集之一及2015香港國際影視展中無綫電視推介的11部劇集之一，亦是無綫電視48週年台慶劇之一。

## 首播時段
| 頻道                      | 所在地             | 播出日期       | 播出時間                |
| 翡翠台 高清翡翠台         | 香港               | 2015年10月26日 | 每晚 21:30-22:30        |
| Astro On Demand           | 马来西亚           | 2015年10月26日 | 每晚 21:30-22:15        |
| TVBJ                      |                    | 2015年10月27日 | 每晚 00:30-01:30        |
| TVBS歡樂台                | 臺灣               | 2016年1月14日  | 週一至週四 19:00-20:00  |
| 星和娱家戏剧台            | 新加坡             | 2016年2月4日   | 每晚 21:00-22:00        |
| 新傳媒U頻道               | 新加坡             | 2017年10月12日 | 星期一至五 22:00-23:00  |
| Astro華麗台 Astro華麗台HD | 马来西亚           | 2016年12月6日  | 星期一至五 21:30-22:30  |
| NTV7                      | 马来西亚           | 2017年5月9日   | 星期一至三23:00-00:00   |
| 5 HD1                     | 泰國 (เจ้าพ่อเซี่ยงไฮ้) | 2018年1月17日  | 每周三和周四20:20-21:20 |

## 本劇特色
本劇遠赴上海實景拍攝，構建恢弘歷史舞台，細膩呈現民初歷史風貌。劇中的各個梟雄是參考史實中華民國初年上海三大富亨杜月笙、黃金榮和張嘯林的故事為藍本，在大時代的波瀾壯闊中，或為個人利益，或為國家民族的福祉，施展渾身解數。雖然有人背信棄義，但亦有人緊抱信念，拋頭顱灑熱血，在紛擾的喋血年代，彰顯出人性的光輝。而劇情安排上，本劇採用插敘方式，在第21集以前每隔五集就插敘往事，期間並無標明年份。

## 故事大綱
民國初年，上海被列強劃分為多個租界，喬傲天（馬國明飾）出身寒微，當時惡勢力橫行當道，傲天得罪流氓頭目龔嘯山（黎耀祥飾），本性命難保，後得嘯山妻，劉美琴（梁琤飾）解圍，得以保命，並與嘯山一拍即合，嘯山好勇鬥狠、傲天擅於計謀，兩人終於打出一片天。
傲天拼命向上爬，卻犧性了一段刻骨銘心的愛情，與學習京劇的顧小樓（胡杏兒飾）情絕分開，令傲天終生引以為憾，及後傲天得賭場老闆娘姚桂生（陳煒飾）提攜，拜上海大亨翟金棠（湯鎮業飾）為師，之後扶搖直上，更連同嘯山，三人成為當時上海顯赫一時的大人物，雄霸上海灘！
但金棠和嘯山相互爭雄，矛盾日深，上海灘頭一時腥風血雨，喬傲天（黃秋生飾）憑藉其手段，力壓兩人氣燄，自己更一躍成為唯一的上海大亨，控制整個黑白二道。
但歌舞昇平背後，卻是危機四伏，上海各方外國勢力各據一方，日本更積極部署侵華，傲天為民族大義，帶領門生子弟，出錢出力，援助國家抗日；時已成一代名伶的小樓，重遇傲天，對其愛國行為大為改觀，在戰爭炮火中，守候在傲天身旁，互相支持。
日軍正式開始侵華，上海成為孤島期間，傲天更抛下個人利益，參予抗日救國，對傀儡汪偽政府展開連番惡鬥；但嘯山為求個人權位，不惜當上漢奸，為日本人效命，兩兄弟面臨決裂，站在國家民族大義面前，傲天只有捨棄兄弟情義，不惜大義滅親，血濺上海灘頭...

## 演員表

### 喬家
| 演員                            | 角色 （真實人物） | 暱稱／關係 | 出現年代   |
| 陳佳琳                          | 喬永年            | 喬傲天、喬小莉之亡父 何淑英、曹月蘭之亡家翁 已去世，僅於第9集於喬傲天的記憶中出現（1920年代） |            |
| 馬國明（青年） （配音：許秉珩） | 喬傲天（杜月笙）  | 天哥、阿天 原為盛華水果店夥計／「三鏗公司」老闆／匯興銀行老闆／上海三大亨之一 喬永年之子 何淑英、曹月蘭之夫 喬小莉之兄 与顾小楼互生情愫 翟金棠、龔嘯山之好兄弟，並成立「三鏗公司」，但後變得敵我難分，後與龔嘯山反目 劉美琴之乾弟 黎兆匡之師父，後反目 朱啟華之學徒 古文龍之好友 李芷晶之同鄉兼好友 曾與姚桂生互生情愫，但其仍然對自己有好感 與毛冠潮、韓立暗中結盟 於第17集槍殺楊鐵頭（1920年代） 於第18集成為翟金棠之門生（1920年代） 於第26集假意向日軍投誠以收集情報，於第30集身份暴露（1930年代） 於第30集利用劉美琴威脅龔嘯山（1930年代） 於第31集槍殺龔嘯山和東條原二，離開上海後三年再次返回上海（1940年代） 於第32集槍傷黎兆匡大腿，後被起訴漢奸罪但無罪，並舉家移民至香港（1940年代） 於結尾口述交代兩年後上海人民得知其並非漢奸的真相，最後在香港因急病去世 | 1920       |
| 黃秋生                          | 喬傲天（杜月笙）  | 天哥、阿天 原為盛華水果店夥計／「三鏗公司」老闆／匯興銀行老闆／上海三大亨之一 喬永年之子 何淑英、曹月蘭之夫 喬小莉之兄 与顾小楼互生情愫 翟金棠、龔嘯山之好兄弟，並成立「三鏗公司」，但後變得敵我難分，後與龔嘯山反目 劉美琴之乾弟 黎兆匡之師父，後反目 朱啟華之學徒 古文龍之好友 李芷晶之同鄉兼好友 曾與姚桂生互生情愫，但其仍然對自己有好感 與毛冠潮、韓立暗中結盟 於第17集槍殺楊鐵頭（1920年代） 於第18集成為翟金棠之門生（1920年代） 於第26集假意向日軍投誠以收集情報，於第30集身份暴露（1930年代） 於第30集利用劉美琴威脅龔嘯山（1930年代） 於第31集槍殺龔嘯山和東條原二，離開上海後三年再次返回上海（1940年代） 於第32集槍傷黎兆匡大腿，後被起訴漢奸罪但無罪，並舉家移民至香港（1940年代） 於結尾口述交代兩年後上海人民得知其並非漢奸的真相，最後在香港因急病去世 | 1930、1940 |
| 尹詩沛                          | 何淑英（沈月英）  | 初為姚桂生之貼身丫鬟，後為喬傲天之第一任妻子 喬永年之媳婦 於第21集因喬傲天冷落自己而和表哥回鄉 | 1920       |
| 蘇玉華                          | 曹月蘭（姚玉蘭）  | 京劇名旦 喬傲天之第二任妻子 喬永年之媳婦 顧小樓之師姐兼好友，後為情敵而疏遠，最後和好 於第29集得知喬傲天的真正身份並協助其辦事 於第32集跟隨喬傲天移民至香港 | 1930、1940 |
| 賴慰玲                          | 喬小莉            | 革命黨成員 喬永年之女 喬傲天之妹 何淑英、曹月兰之小姑子 關定邦之女友 於第9集被炸彈炸死 | 1920       |
| 陳亭嘉                          | 娥                | 曹月蘭之婢女 | 1930       |
| 利穎怡                          | 银                | 喬家婢女 | 1930       |

### 翟家
| 演員   | 角色 （真實人物） | 暱稱／關係 | 出現年代   |
| 湯鎮業 | 翟金棠（黃金榮）  | 大佬、棠哥 原為巡捕房包打聽，後為上海法租界巡捕督察長，於第12集辭職（1930年代）／上海三大亨之一／百樂門夜總會老闆 持有法國護照 姚桂生之夫，後被反目，最後請求復合不果但得到其原諒 喬傲天之大哥 喬傲天、龔嘯山之好兄弟，並成立「三鏗公司」，但後變得敵我難分，後與龔嘯山反目 董庭亨、八股黨之天敵 與沈鎮岳不和 祝綺紅之情人，後為其夫，最後反目 於第19集強姦李芷晶（1920年代） 於第27集被龔嘯山捉拿，後因不肯歸順東條原二而遭其下令處死（1930年代） | 1920、1930 |
| 陳 煒  | 姚桂生（林桂生）  | 桂生姐、瑤台月桂 原為妓院老闆娘，後為黑幫大家姐／百樂門夜總會老闆娘 翟金棠之妻，後反目，最後原諒其 曾與喬傲天互生情愫，但仍然對其有好感 最後在戰時為保護游擊隊而去世（1930年代） | 1920、1930 |
| 沈卓盈 | 祝綺紅（露蘭春）  | 歌女 翟金棠之情人，後為其妻，最後反目 楊基之情婦 於第22集因欠賭債而被賣往青樓當妓女（1930年代） | 1920、1930 |
| 唐詩詠 | 李芷晶（李志清）  | 姚桂生之貼身丫鬟 喬傲天之同鄉兼好友 古文龍之鍾情對象 於第16集被楊鐵頭強姦未遂，後被喬傲天、龔嘯山救出（1920年代） 於第19集被翟金棠強姦，後離開翟家並遠嫁（1920年代） （特別演出第15-19集） | 1920、1930 |
| 尹詩沛 | 何淑英（沈月英）  | 初為姚桂生之貼身丫鬟，後為喬傲天之第一任妻子 | 1920       |

### 龔家
| 演員                            | 角色 （真實人物） | 暱稱／關係 | 出現年代   |
| 盧偉文（青年）                  | 龔嘯山（張嘯林）  | 癲狗、山哥 杭州人／黑幫頭目／上海三大亨之一 劉美琴之夫 龔學堯之父 喬傲天、翟金棠之好兄弟，並成立「三鏗公司」，但後變得敵我難分，後反目 與沈鎮岳合作，後反目 與周大帥合作 於第4集殺害卓萬鈞（1930年代） 於第16集殺害袁少帥（1920年代） 於第17集被捕，後離開上海投靠周大帥，最後返回上海和喬傲天、翟金棠成立「三鏗公司」（1920年代） 於第25集起與東條原二合作，當上漢奸（1930年代） 於第30集瘋狂屠殺中國游擊隊隊員和平民，後答應協助殺害東條原二（1930年代） 於第31集因喬傲天大義滅親而遭其槍殺（1930年代） |            |
| 黎耀祥                          | 龔嘯山（張嘯林）  | 癲狗、山哥 杭州人／黑幫頭目／上海三大亨之一 劉美琴之夫 龔學堯之父 喬傲天、翟金棠之好兄弟，並成立「三鏗公司」，但後變得敵我難分，後反目 與沈鎮岳合作，後反目 與周大帥合作 於第4集殺害卓萬鈞（1930年代） 於第16集殺害袁少帥（1920年代） 於第17集被捕，後離開上海投靠周大帥，最後返回上海和喬傲天、翟金棠成立「三鏗公司」（1920年代） 於第25集起與東條原二合作，當上漢奸（1930年代） 於第30集瘋狂屠殺中國游擊隊隊員和平民，後答應協助殺害東條原二（1930年代） 於第31集因喬傲天大義滅親而遭其槍殺（1930年代） | 1920、1930 |
| 黃匡翹（青年）                  | 劉美琴（娄丽琴）  | 琴姐 龔嘯山之妻 龔學堯之母 喬傲天之乾姊 於第30集被喬傲天利用來威脅龔嘯山（1930年代） 於第31集因喬傲天大義滅親而對其恨之入骨，原想殺害其，最後放過其（1930年代） |            |
| 梁 琤                           | 劉美琴（娄丽琴）  | 琴姐 龔嘯山之妻 龔學堯之母 喬傲天之乾姊 於第30集被喬傲天利用來威脅龔嘯山（1930年代） 於第31集因喬傲天大義滅親而對其恨之入骨，原想殺害其，最後放過其（1930年代） | 1920、1930 |
| 劉晟越（童年） （配音：陳皓宜） | 龔學堯（張法堯）  | 電影公司老闆 龔嘯山、劉美琴之子 黎兆匡之同學 | 1920       |
| 楊 明                           | 龔學堯（張法堯）  | 電影公司老闆 龔嘯山、劉美琴之子 黎兆匡之同學 | 1930       |

### 八方會館
| 演員   | 角色 （真實人物） | 暱稱／關係 | 出現年代                               |
| 招石文 | 方有禮（余叔岩）  | 八方會館館長 | 1930                                   |
| 曹永廉 | 尚文彬（梅蘭芳）  | 京劇名伶 銀馨之夫 顧小樓之師父兼情夫，後分手 針對喬傲天                                                                                                   | 1920（僅於第10集，並無出現面貌）、1930 |
| 蘇玉華 | 曹月蘭（姚玉蘭）  | 京劇名旦 參見喬家 | 1930、1940                             |
| 胡杏兒 | 顧小樓（孟小冬）  | 顧老闆 京劇花旦／國統女間諜，於第30集身份暴露 與喬傲天互生情愫 曹月蘭之師妹兼好友 尚文彬之徒弟兼情婦，後分手 於第30集被日軍暗地裏開槍射殺身亡（1930年代） | 1920、1930                             |
| 麥皓兒 | 小 玉             | 顧小樓之婢女 | 1930                                   |
| 李岡龍 | 耀光叔            | 梨園雇主 | 1930                                   |

### 黎家／吉利紗廠
| 演員   | 角色 （真實人物） | 暱稱／關係 | 出現年代   |
| 洋     | 黎國棟            | 紗廠老闆 黎兆匡之父 | 1930       |
| 吳卓羲 | 黎兆匡（吳紹澍）  | 法律顧問／紗廠少東 畢業於法政大學法律系 喬傲天之門生，並為其假意向日軍投誠後之內應，後反目 黎國棟之子 楚婷婷之男友，後為其夫，後離婚 龔學堯之同學 於第31集對外為抗戰領功及侵吞喬傲天財產後變得不擇手段，並拒絕替喬傲天平反 於第32集被喬傲天槍傷大腿，後擔任上海副市長（1940年代） 於結尾口述交代待中國解放後平步青雲，至文革時期被其子批鬥至孤獨死於牛棚裏 | 1930、1940 |
| 王君馨 | 楚婷婷            | 記者 楚志文之姊 黎兆匡之女友，後為其妻，後離婚 針對喬傲天，後和好並欣賞其為人 於第32集以離婚威脅黎兆匡 於結尾口述交代與程小蝶為喬傲天抗戰事跡出書，替喬傲天平反 | 1930、1940 |
| 敖嘉年 | 毛冠潮（王亞樵）  | 斧頭幫幫主／紗廠工人領袖 與喬傲天暗中結盟 朱俊傑之好友 於第12集登場 於第24集殺害川口三郎後自殺身亡 | 1930       |
| 譚偉權 | 朱俊傑            | 斧頭幫成員／紗廠工人 參見朱家 | 1930       |
| 楊證樺 | 何介亮            | 斧頭幫成員／紗廠工人 | 1930       |
| 黃煒溏 | 余大奎（余立奎）  | 斧頭幫成員／紗廠工人 於第22集遭暗殺身亡，实为乔傲天及韩立幕后指使 | 1930       |
| 邵卓堯 | 漢 叔             | | 1930       |

### 國民政府
| 演員   | 角色 （真實人物） | 暱稱／關係 | 出現年代               |
| 羅 鴻  | 蔣中正            | 蔣委員長 國民政府軍事委員會委員長 於劇中祇見背影和聲音 | 1930                   |
| 李國麟 | 雷萬滔（錢大鈞）  | 雷爺、雷參謀長 總參謀長 韓立之上司，被其監視 於第12集調任文職 | 1930                   |
| 關禮傑 | 韓 立（戴笠）     | 總參謀副官／特務機關「國統處」處長 調查翟金棠、喬傲天、龔嘯山，並與喬傲天暗中結盟 雷萬滔之下屬，並監視其 程小蝶之上司兼情人 於第32集被政府派人開車撞死（1940年代）                                                                     | 1930、1940             |
| 張國強 | 卓萬鈞            | 卓專員 常務委員會參事／禁毒專員 與喬傲天結盟 於第4集被龔嘯山殺害 | 1930                   |
| 胡杏兒 | 顧小樓（孟小冬）  | 顧老闆 國統女間諜，與日本人為敵 參見八方會館 | 1920、1930             |
| 葉翠翠 | 程小蝶（胡蝶）    | 原名程美香 女飛賊／上海名歌星／國統女間諜 與日本人為敵 韓立之下屬兼情人 假意接近東條原二套取日軍情報，於第29集身份暴露並被通緝 於第30集靠喬傲天、顧小樓等人協助而成功逃離上海 於結尾口述交代與楚婷婷為喬傲天抗戰事跡出書，替喬傲天平反 | 1930、1940（結尾口述） |
| 楊瑞麟 | 徐參事            | 政府參事 | 1930                   |
| 姚浩政 | 湯 力             | 政府軍官 | 1930                   |
| 李嘉晉 | 卓副官            | 政府官員 | 1930                   |
| 范仲恒 | 軍 人             | 卓萬鈞之保鏢 于第4集被龚啸山之门生杀死 | 1930                   |
| 阮浩棕 | 軍 人             | 卓萬鈞之保鏢 于第4集被龚啸山之门生杀死 | 1930                   |

### 朱家
| 演員   | 角色   | 暱稱／關係                                                                                                  | 出現年代           |
| 劉 江  | 朱啟華 | 華叔 盛華水果店老闆 關秀蓮之夫 朱俊傑之父 喬傲天之師父，視其如親子對待 於第1集被龔嘯山手下斬死（1930年代）  | 1920、1930         |
| 馬海倫 | 關秀蓮 | 華嫂 朱啟華之妻 朱俊傑之母                                                                                  | 1920、1930         |
| 譚偉權 | 朱俊傑 | 斧頭幫成員 / 紗廠工人 朱啟華、關秀蓮之子 故事開始有鴉片癮，但在喬傲天幫助下成功戒掉 馬義之天敵 毛冠潮之好友 | 1920（童年）、1930 |

### 三鏗公司
| 演員   | 角色             | 暱稱／關係                                                                             | 出現年代   |
| 韋家雄 | 麥瀚林（萬墨林） | 喬傲天之姑表弟兼門生 於第1集登場 後被黎兆匡槍傷而變成跛子並裝瘋賣傻（第31集）          | 1930、1940 |
| 何俊軒 | 聶 勇            | 喬傲天之門生 於第1集登場                                                               | 1930       |
| 葉 暐  | 馬 義            | 龔嘯山之門生 朱俊傑之天敵 於第1集登場 於第25集因當上漢奸而被喬傲天處死                 | 1930       |
| 李泳豪 | 趙 忠            | 龔嘯山之門生 於第1集登場 於第25集起當上漢奸 於第31集抗戰結束後被處死                   | 1930       |
| 李家聲 | 阿 添            | 翟金棠之門生 法租界巡捕房警察 於第1集登場 於第27集為保護翟金棠而被日軍槍殺（1930年代） | 1920、1930 |
| 李啟傑 | 阿 福            | 翟金棠之門生 法租界巡捕房警察 於第1集登場                                              | 1920、1930 |
| 張漢斌 | 錢經理           | 姚桂生之手下 翟金棠之門生 百樂門夜總會經理 於第1集登場                                 | 1920、1930 |
| 易智遠 | 阿 泰            | 龔嘯山之門生 新新俱樂部經理 於第1集登場 於第25集起當上漢奸 於第31集抗戰結束後被處死    | 1930       |
| 趙樂賢 | 阿 成            | 翟金棠之門生                                                                           | 1930       |
| 鄭羽宸 | 阿 寶            | 喬傲天之門生 三鏗公司會計                                                              | 1930       |
| 黃得生 | 阿 權            | 翟金棠之門生                                                                           | 1930       |
| 黃耀煌 | 秦 仁            | 翟金棠之門生                                                                           | 1930       |
| 司徒暉 | 平 安            | 姚桂生之手下 於第2集登場                                                               | 1920       |
| 黃建東 | 陸敬泉           | 喬傲天之門生 報社副編輯 於第2集登場                                                    | 1930       |
| 王德基 | 阿 民            | 龔嘯山之門生 於第2集被沈鎮岳收買出賣翟金棠 於第3集被龔嘯山滅口                         | 1930       |
| 盧俊龍 |                  | 喬傲天之手下                                                                           | 1930       |
| 章景恆 |                  | 喬傲天之手下                                                                           |            |
| 曾海昌 |                  | 翟金棠之手下                                                                           | 1930       |

### 其他演員
| 演員   | 角色             | 暱稱／關係 | 出現年代   |
| 簡慕華 | 瓊 姐            | 鴇母瓊 姚桂生之好友，後反目 於第7集登場 於第18集因在外面放高利貸而被姚桂生執行家法兼趕離上海                         | 1920       |
| 何啟南 | 楊鐵頭           | 賭檔睇場 龔嘯山、喬傲天之天敵，被龔嘯山咬掉左耳 於第7集登場 於第17集被喬傲天槍殺                                     | 1920       |
| 楊潮凱 | 楚志文           | 記者 楚婷婷之弟 於第1集登場                                                                                          | 1930       |
| 樊奕敏 | 銀 馨（王明華）  | 尚文彬之妻 針對顧小樓 於第4集登場                                                                                    | 1930       |
| 布偉傑 | 費沃利（費沃利） | 上海法租界巡捕房總監 翟金棠之上司 於第1集登場                                                                        | 1920、1930 |
| 王維德 | 董庭亨           | 上海法租界捕房副督察長，後為督察長 翟金棠之天敵 於第1集登場                                                          | 1920、1930 |
| 黃栢文 | 沈鎮岳（沈杏山） | 上海公共租界巡捕房督察長 與龔嘯山合作，後反目 與翟金棠不和 於第2集登場 於第5集被喬傲天嫁禍殺害卓萬鈞被捕（1930年代） | 1920、1930 |
| 李子奇 | 孫仲偉           | 上海華界巡捕房督察長 第2集登場                                                                                       | 1930       |
| 何遠東 | 古文龍           | 喬傲天之好友 鍾情於李芷晶 於第7集登場 於第21集因自己來法租界只是想要美好生活，而和喬傲天道別並回鄉                   | 1920       |
| 鄧永健 | 關定邦           | 革命黨成員 喬小莉之男友 於第7集登場 於第9集被炸彈炸死                                                                | 1920       |
| 羅浩銘 | 阿 南            | 碼頭流氓 龔嘯山之手下 喬傲天、古文龍之好友 於第7集登場 於第21集被廣東幫斬死                                          | 1920       |
| 李興華 | 阿 東            | 碼頭流氓 龔嘯山之手下 喬傲天、古文龍之好友 於第7集登場 於第21集被廣東幫斬死                                          | 1920       |
| 劉天龍 | 阿 壽            | 翟金棠之手下 忠義堂門生 法租界巡捕房警察 於第7集登場 於第18集被賊人以亂槍掃射死亡                                    | 1920       |
| 杜燕歌 | 東條原二         | 日本商人，實為日本間諜 與龔嘯山合作 於第27集下令處死翟金棠 於第31集被喬傲天槍殺 造形影射東條英機、土肥原賢二         | 1930       |
| 陳榮峻 | 孔逸慶（孔祥熙） | 孔行長 銀行行長 於第1集登場                                                                                          | 1930       |
| 鄧英敏 | 郭天行（宋子文） | 郭行長 億利銀行行長 與日本人勾結 於第13集登場                                                                        | 1930       |
| 羅浩楷 |                  | | 1920       |
| 鄭健樂 |                  | 東條原二助手 | 1930       |
| 戴耀明 | 霍先生           | 東條原二助手 於第29集因被東條原二誤會為國統間諜而遭其槍殺                                                            | 1930       |
| 阮政峰 | 阿 宏            | 姚桂生之表弟 於第19集暗殺沈鎮岳未遂後被其手下槍殺                                                                    | 1920       |
| 梁証嘉 | 陳 輝            | 沈鎮岳之手下 第2集登場                                                                                               | 1930       |
| 周梓盈 | 何 花            | 姚桂生之丫鬟 於第2集登場                                                                                             | 1930       |
| 蔡曜力 | 徐耀國           | 革命黨成員 阿武之表弟 於第7集錯手槍殺法國商會委員 於第8集被捕                                                        | 1920       |
| 王致迪 | 王 達            | 革命黨成員，後變節，出賣喬小莉、關定邦 於第18集被喬傲天槍殺                                                          | 1920       |
| 何偉業 | 蔡 眀            | 革命黨成員，後變節，出賣喬小莉、關定邦 於第18集被喬傲天槍殺                                                          | 1920       |
| 陳偉琪 | 女歌星           | 百樂門歌星 | 1930       |
| 張雪瑩 | 女歌星           | 百樂門歌星 | 1930       |
| 劉溫馨 | 女歌星           | 百樂門歌星 | 1930       |
| 謝文欣 | 女工人           | 祝綺紅之丫鬟 | 1930       |
| 霍健邦 | 堅               | 郭天行之助手 | 1930       |
| 朱斐斐 | 香               | 龔家丫鬟 | 1930       |
| 袁鎮業 | 神秘人           | 沈鎮岳之手下 | 1930       |
| 蔡國慶 | 周大帥           | 軍閥 | 1930       |
| 曾健明 | 雄               | 小二 | 1930       |
| 謝欣延 | 妹 仔            | | 1930       |
| 馬貫東 | 陳 七            | 車夫 | 1930       |
| 陳狄克 | 洪 爺            | 忠義堂叔父 | 1920       |
| 陳婉婷 | 郭少霞           | 阿霞 李芷晶之好友 | 1920       |
| 李旻芳 | 阿 娟            | 李芷晶之好友 | 1920       |
| 張智軒 | 阿 武            | 忠義堂門生 徐耀國之表哥                                                                                              | 1920       |
| 林宥喬 | 王 富            | 瓊姐之手下 | 1920       |
| 余應彤 | 石 仔            | 忠義堂門生 | 1920       |
| 沈愛琳 | 師 姐            | 顧小樓之師姐 | 1920       |
| 黃梓瑋 | 鳳               | | 1930       |
| 李明憲 | 袁少帥           | 於第16集被龔嘯山殺害                                                                                                 | 1920       |
| 區軒瑋 | 盧贊祥（盧永祥） | 盧大帥 浙江督軍 盧永嘉之父                                                                                           | 1920       |
| 陳偉洪 | 盧永嘉（盧小嘉） | 盧少帥 盧贊祥之子 | 1920       |
| 李霖恩 | 楊 基            | 電影導演 祝綺紅之情夫                                                                                                | 1930       |
| 黃志偉 |                  | |            |
| 郭栢榮 | 貝特羅           | 法國新任警務總監 | 1920       |
| 羅鈞滿 | 荷 官            | | 1920       |
| 鄭恕峰 | 財 爺            | |            |

## 收視
以下為本劇於香港無綫電視翡翠台、高清翡翠台之收視紀錄：
| 週次 | 集數   | 日期                     | 平均 | 最高 | 備註                                               |
| 1    | 1－6   | 2015年10月26日－10月31日 | 24點 | 27點 | 星期一至五平均25點；星期六平均18點                 |
| 2    | 7－13  | 2015年11月2日－11月8日   | 24點 | 28點 | 星期一至五平均26點；星期六平均19點；星期日平均22點 |
| 3    | 14－20 | 2015年11月9日－11月15日  | 24點 | 27點 | 星期一至五平均25點；星期六平均18點；星期日平均24點 |
| 4    | 21－25 | 2015年11月16日－11月22日 | 25點 | 29點 | 星期一至三平均25點；星期五平均25點；星期日平均23點 |
| 5    | 26－32 | 2015年11月23日－11月29日 | 26點 | 32點 | 星期一至五平均26點；星期六平均24點；星期日平均29點 |
| 全劇 | 全劇   | 全劇                     | 25點 | 32點 |                                                    |

## 獎項

### TVB 馬來西亞星光薈萃頒獎典禮2015
| 獎項                        | 候選單位                 | 結果             |
| --------------------------- | ------------------------ | ---------------- |
| 「最喜愛TVB電視劇集」       | 《梟雄》                 | 提名（最後三強） |
| 「最喜爱TVB男主角」         | 黃秋生                   | 提名             |
| 「最喜爱TVB男主角」         | 湯鎮業                   | 提名             |
| 「最喜爱TVB男主角」         | 黎耀祥                   | 提名             |
| 「最喜愛TVB電視角色」       | 黃秋生                   | 提名             |
| 「最喜愛TVB電視角色」       | 湯鎮業                   | 提名             |
| 「最喜愛TVB電視角色」       | 黎耀祥                   | 獲獎             |
| 「最喜愛TVB電視角色」       | 蘇玉華                   | 提名             |
| 「最喜愛TVB電視角色」       | 胡杏兒                   | 提名             |
| 「最喜愛TVB電視角色」       | 唐詩詠                   | 提名             |
| 「最喜爱TVB女配角」         | 唐詩詠                   | 提名             |
| 「最喜愛TVB飛躍進步男藝員」 | 楊 明                    | 獲獎             |
| 「最喜愛TVB劇集歌曲」       | 歲月無悔（主唱：許廷鏗） | 提名             |

### 萬千星輝頒獎典禮2015
| 獎項               | 候選單位                 | 結果             |
| ------------------ | ------------------------ | ---------------- |
| 最佳劇集           | 梟雄                     | 獲獎             |
| 最佳男主角         | 黃秋生                   | 獲獎             |
| 最佳男主角         | 湯鎮業                   | 提名             |
| 最佳男主角         | 黎耀祥                   | 提名（最後五強） |
| 最佳男主角         | 馬國明                   | 提名             |
| 最佳女主角         | 蘇玉華                   | 提名             |
| 最佳女主角         | 陳 煒                    | 提名             |
| 最受歡迎電視男角色 | 黃秋生                   | 提名（最後五強） |
| 最受歡迎電視男角色 | 湯鎮業                   | 提名             |
| 最受歡迎電視男角色 | 黎耀祥                   | 提名             |
| 最受歡迎電視男角色 | 馬國明                   | 提名（最後五強） |
| 最受歡迎電視女角色 | 蘇玉華                   | 提名             |
| 最受歡迎電視女角色 | 陳 煒                    | 提名（最後五強） |
| 最受歡迎電視女角色 | 梁 琤                    | 提名             |
| 最佳男配角         | 韋家雄                   | 獲獎             |
| 最佳女配角         | 梁 琤                    | 提名             |
| 最受歡迎劇集歌曲   | 歲月無悔（主唱：許廷鏗） | 提名             |
| 飛躍進步男藝員     | 楊 明                    | 提名             |

### 2015勁歌金曲優秀選第二回
| 獎項     | 候選單位           | 結果 |
| -------- | ------------------ | ---- |
| 得獎歌曲 | 許廷鏗《歲月無悔》 | 獲獎 |

### 2015年度勁歌金曲頒獎典禮
| 獎項       | 候選單位                 | 結果 |
| ---------- | ------------------------ | ---- |
| 勁歌金曲獎 | 歲月無悔（主唱：許廷鏗） | 獲獎 |

### 星和無綫電視大獎2016
| 獎項                    | 候選單位 | 結果 |
| ----------------------- | -------- | ---- |
| 「我最爱TVB电视男角色」 | 马国明   | 獲獎 |

## 軼事
- 此劇名稱為《梟雄》，但與《巾幗梟雄系列》沒有關連。
- 此劇「祝绮红」原定由的已辭演梁政珏飾演，因她去伦敦参加妹妹的毕业典礼被偷了钱包，来不及趕回剧组而辭演，後改由沈卓盈飾演。
- 此劇是黃秋生、湯鎮業分別相隔10年及28年後再度為無綫電視拍攝的作品。
- 此劇是胡杏兒[2]、以及吳卓羲[3]繼《流金歲月》、《衝上雲霄》、《西廂奇緣》、《亂世佳人》、《歲月風雲》、《巴不得爸爸…》、《衝上雲霄II》、《醋娘子》後第九度合作，亦是兩人在無綫電視服務16年、以及17年的告別作。
- 與《無雙譜》一樣，此劇是黎耀祥繼2010年《巾幗梟雄之義海豪情》、2011年《法證先鋒III》、2012年《大太監》、2013年《法外風雲》及2014年《名門暗戰》後連續第6年擔任台慶劇男主角；亦是他繼繼亞視《電視風雲》、無綫《俗世情真》、《同撈同煲》、《謎情家族》、《迎妻接福》、《盛世仁傑》後第七度飾演反派。
- 此劇是吳卓羲繼內地電視劇《大丫鬟》、無綫電視劇《名媛望族》後第三度飾演反派。
- 此劇的主題音樂《黑雨》與片尾曲《歲月無悔》為同一曲調；類似情況於2010年《搜下留情》、《掌上明珠》和2013年《法外風雲》亦曾出現。
- 此劇與王晶導演的電影《大上海》題材相似，同樣以上海三大亨為故事藍本。
- 東條原二（杜燕歌飾）疑似影射東條英機。
- 此劇在加拿大新時代電視重播（即不是在高清二台播放）時，溫哥華的電台節目主持人張無忌於多倫多時間2016年10月29日在其節目《八卦是非圈》批評編劇缺乏當時科技的認識，以致劇中出現記者拿着古董相機在晚間進行採訪，並利用相機「連環快拍」的荒謬場景。張無忌指：先不去理當時相機閃光燈的光度是否足夠令底片在晚上曝光，但過往的閃光燈的設計只能單次使用，使用後要先擰出用過的閃過燈，然後換過一顆新的燈泡，才可以再拍第二次，所以沒可能「連環快拍」。

## 記事
- 2014年6月3日：此劇於15:00於將軍澳電視廣播城TVB傳媒中心公佈一眾主要演員。馬國明、胡杏兒及蘇玉華缺席。[4][5]
- 2014年6月19日：此劇於12:30於將軍澳電視廣播城一廠Common Room舉行造型記者會。[6]
- 2014年7月3日：此劇正式開拍。
- 2014年7月29日：此劇於15:30於將軍澳電視廣播城一廠舉行開鏡拜神儀式。
- 2014年9月15日：此劇完成拍攝香港部份，劇組及演員隨即遠赴上海拍攝外景，劇組預計在當地逗留45天，於11月初回港。
- 2015年10月23日：此劇於20:15在九龍灣展貿徑一號國際展貿中心星影匯舉行「群雄雲集 霸氣現身」首映會。
- 2015年11月1日：因播映《星和無綫電視大獎2015》，本劇暫停播映。
- 2015年11月8日：此劇於14:00在鑽石山龍蟠街3號荷里活廣場一樓明星廣場舉行「群雄爭霸」宣傳活動。
- 2015年11月16日：此劇於12:00在上環德輔道中323號西港城2樓Club One大舞臺舉行「舞鬥百樂門」宣傳活動。
- 2015年11月19日：因直播《萬千星輝賀台慶2015》，本劇暫停播映。
- 2015年11月21日：因直播《2015勁歌金曲優秀選第二回》，本劇暫停播映；此劇由許廷鏗演唱之片尾曲《歲月無悔》於同日《2015勁歌金曲優秀選第二回》成為得獎歌曲。
- 2015年11月22日：因《Sunday靚聲王》當日播出一小時半加長版，本劇改為22:00-23:00播出。
- 2015年11月22日：此劇於14:30在油塘高超道38號大本型地下中庭舉行「群雄鼎立 命運預告」宣傳活動。
- 2015年11月29日：此劇全體演員（湯鎮業、胡杏兒缺席）於21:00在將軍澳唐德街3號香港九龍東皇冠假日酒店2樓寶鑽廳觀看大結局。